# Wasilij Czemodanow
Wasilij Tarasowicz Czemodanow (ros. Васи́лий Тара́сович Чемода́нов, ur. 1903 w Moskwie, zm. 27 listopada 1937) – działacz Komsomołu i międzynarodowego ruchu komunistycznego.

## Życiorys
Początkowo pracował w Radzie Moskiewskiej, był aktywistą Komsomołu i kierownikiem wydziału rejonowego komitetu Komsomołu w Moskwie, od 1923 był słuchaczem Baumańskiej Rejonowej Szkoły Budownictwa Radzieckiego i Partyjnego w Moskwie. Od 1924 członek RKP(b), 1925-1926 sekretarz komórki Komsomołu w manufakturze, od 1926 sekretarz odpowiedzialny Komitetu Powiatowego Komsomołu w Oriechowo-Zujewie, 1928 kierownik wydziału Moskiewskiego Komitetu Miejskiego Komsomołu. Od 1928 II sekretarz Moskiewskiego Komitetu Komsomołu, potem do 1930 I sekretarz Moskiewskiego Komitetu Miejskiego Komsomołu, od 7 grudnia 1929 do stycznia 1931 sekretarz KC i członek Biura KC Komsomołu, od 13 lipca 1930 do 26 stycznia 1934 członek Centralnej Komisji Kontrolnej WKP(b). Od 1931 do września 1937 sekretarz generalny Komitetu Wykonawczego Komunistycznej Międzynarodówki Młodzieży, 1935-1937 członek Komitetu Wykonawczego Kominternu, od kwietnia 1931 do lipca 1935 członek Prezydium Komitetu Wykonawczego Kominternu, od 15 kwietnia 1931 zastępca członka Sekretariatu Politycznego Komitetu Wykonawczego Kominternu.
15 września 1937 aresztowany, 27 listopada 1937 skazany na śmierć przez Wojskowe Kolegium Sądu Najwyższego ZSRR pod zarzutem szkodnictwa i działalności w antyradzieckiej terrorystycznej organizacji szpiegowskiej. Rozstrzelany. 28 stycznia 1956 pośmiertnie zrehabilitowany.